# Ida Braunerówna
Ida Braunerówna (Idesa, Etta) (ur. 15 lutego 1892 w Łodzi, zm. w 1949 w Warszawie) – żydowska rzeźbiarka, malarka, graficzka. 

## Życiorys
Była siostrą Icchaka Meira. Studiowała w Berlinie i w Akademii Sztuk Pięknych w Dreźnie pod kierunkiem Oskara Kokoschki. Była związana z grupą literacko – artystyczną „Jung Idysz” tworzyła linoryty, rzeźby i batiki. Przyjaźniła się z Diną Matus, mieszkała z nią i wspólnie wykonywały batiki.
Wykonała m.in. stylizowaną okładkę do almanachu Tańczący ogień, ilustrowała książkę Dawida Zytmana Ojf wajtkajten fal ich (Na krążące dale padam) (Łódź 1921) ręcznie kolorowanymi linorytami „negatywowymi”.
Pozostawała pod silnym wpływem twórczości Jankiela Adlera i Wasila Kandinskiego. Pod koniec 1928 r. w warszawskim Salonie Artystycznym Czesława Garlińskiego wystawiła 52 prace, a wśród nich figurki ceramiczne, malowaną porcelanę i biżuterię.
Po wybuchu II wojny światowej, gdy Niemcy zajęli Łódź, przemianowaną wkrótce na Litzmannstadt, żydowską ludność miasta dotknęły represje. W północnej dzielnicy miasta (Bałuty) hitlerowcy utworzyli getto dla Żydów, do którego została deportowana. Podczas likwidacji getta w sierpniu 1944 r. została wywieziona do hitlerowskiego obozu zagłady Auschwitz-Birkenau. Mimo dramatycznych warunków przeżyła. Zmarła w 1949 r. w Warszawie.